# Völkerfreundschaft
Völkerfreundschaft ist eine laut Bundeszentrale für politische Bildung 1935 von Stalin geprägte zentrale Parole für das Zusammenleben der Völker in der Sowjetunion. Der Begriff stellte einen Gegensatz zum Völkergefängnis dar, als das Lenin das Zarenreich bezeichnet hatte. Der Begriff nahm in realsozialistischen Staaten einen hohen Rang in der Ideologie der führenden Parteien ein.
Der Begriff findet sich in der Präambel der Verfassung der DDR vom 6. April 1968.
In der DDR begrüßte der Pionierleiter die Jungen Pioniere mit dem Ruf: „Für Frieden und Völkerfreundschaft: Seid bereit!“ In dieser Grußformel wurde später der Begriff „Völkerfreundschaft“ durch den Begriff „Sozialismus“ ersetzt.

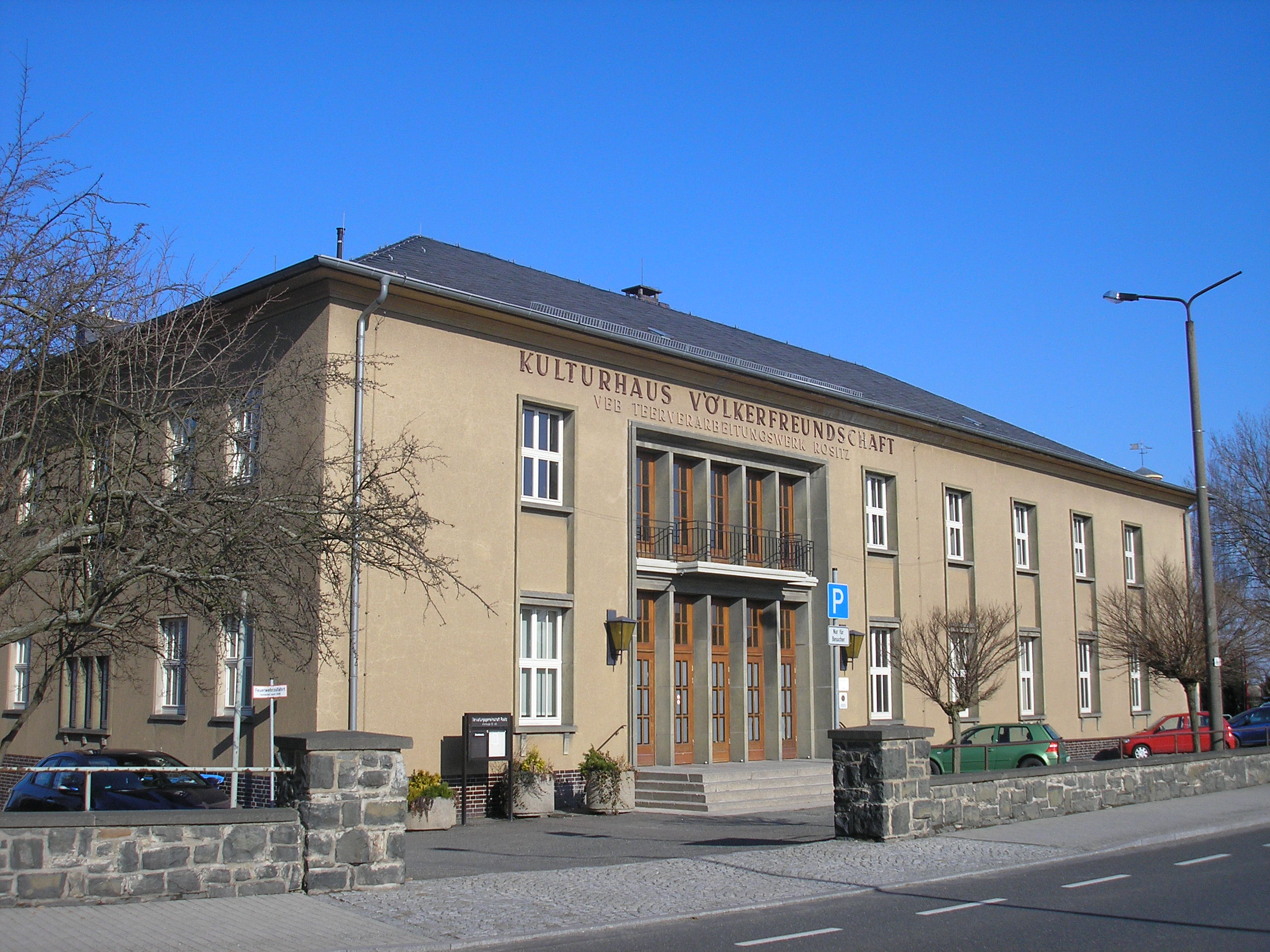
Kulturhaus Völkerfreundschaft des VEB Teerverarbeitungswerk Rositz, Thüringen

In der DDR erhielten zahlreiche Straßen, Kunstwerke, Plätze, Stadtviertel, Betriebe und öffentliche Einrichtungen den Namen „Völkerfreundschaft“.

## „Völkerfreundschaft“ im Namen
- Liga für Völkerfreundschaft (DDR)
- Orden der Völkerfreundschaft (Sowjetunion)
- Stern der Völkerfreundschaft (DDR)

Brunnen der Völkerfreundschaft in Moskau

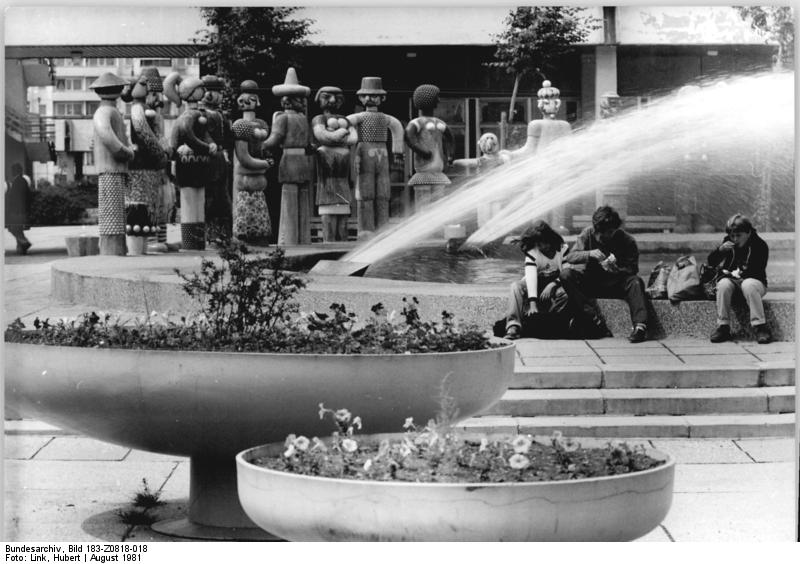
Brunnen der Völkerfreundschaft in Erfurt

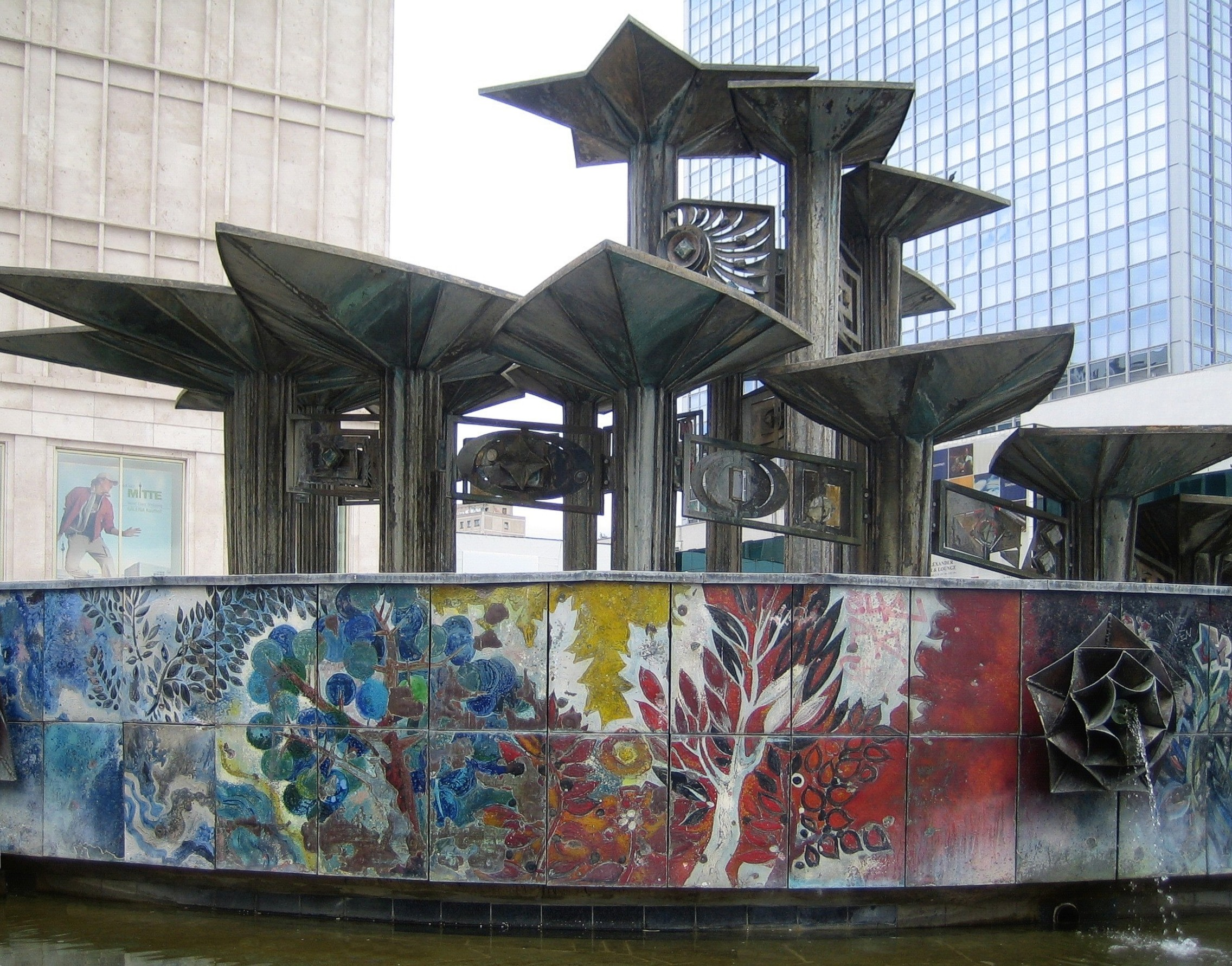
Brunnen der Völkerfreundschaft in Berlin

- Russische Universität der Völkerfreundschaft
- OFZ (Offenes Freizeit-Zentrum) Völkerfreundschaft in Leipzig, Stuttgarter Allee 9[3]
- Freizeitzentrum der MS Völkerfreundschaft in Berlin, Schönhauser Allee 20[4]
- Kreiskulturhaus Völkerfreundschaft, Radebeul
- Kulturhaus „Völkerfreundschaft“, Rositz
- Kulturhaus „Völkerfreundschaft“, Frankfurt (Oder)
- Brunnen der Völkerfreundschaft in Moskau, 1951–1954
- Plastik „Völkerfreundschaft“ in Dessau, 1963
- Plastik „Völkerfreundschaft“ in Halle-Neustadt, 1968
- „Brunnen der Völkerfreundschaft“ in Berlin, 1970
- Plastik „Völkerfreundschaft“ in Magdeburg, 1974
- Wandbild „Völkerfreundschaft“ in Potsdam, 1979
- „Brunnen der Völkerfreundschaft“ in Erfurt, 1981
- Kriegerdenkmal in Griefstedt
- „Denkmal der Völkerfreundschaft“ im Friedenspark in Nagasaki, 1981
- der Freiheitsbogen des ukrainischen Volkes in Kiew hatte vor dem russischen Überfall auf die Ukraine 2022 seit der Errichtung 1982 die Bezeichnung Bogen der Völkerfreundschaft.
- Plastik „Völkerfreundschaft“ in Dresden, 1986.
- Plastik „Völkerfreundschaft“ in Halle-Südstadt, 1988
- FDBG-Kreuzfahrtschiff Völkerfreundschaft, 1960
- Platz der Völkerfreundschaft in Zwickau, 1962[5]